# Piezasteria helenae
Piezasteria helenae är en skalbaggsart som beskrevs av Martins 1985. Piezasteria helenae ingår i släktet Piezasteria och familjen långhorningar.
Artens utbredningsområde är Costa Rica. Inga underarter finns listade i Catalogue of Life.